# 半花翹嘴脂鯉
半花翹嘴脂鯉（Pyrrhulina semifasciata），為輻鰭魚綱脂鯉目脂鯉亞目鱂脂鯉科的其一種，為熱帶淡水魚，分布於南美洲亞馬遜河流域，體長可達7公分，棲息中底層水域，生活習性不明。